# 磷酸铯
磷酸铯是一种无机化合物，为铯的磷酸盐之一，化学式为Cs3PO4。它可由碳酸铯和磷酸反应制得：
3 Cs2CO3 + 2 H3PO4 → 2 Cs3PO4 + 3 CO2↑ + 3 H2O
其五水合物是已知的。它和氯化锰在溶液中反应，可以得到CsMnPO4·6H2O。